# Cantó d'Herbignac
El cantó d'Herbignac (bretó Kanton Erbigneg) és una divisió administrativa francesa situat al departament de Loira Atlàntic a la regió de Loira Atlàntic, però que històricament ha format part de Bretanya.

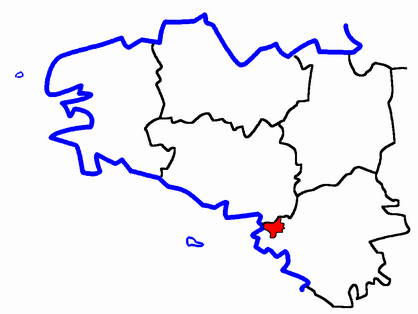
Situació del cantó

## Composició
El cantó aplega 4 comunes: 
| Nom francès            | Nom bretó         | Població | km²    | Codi Postal | Codi INSEE |
| Assérac                | Azereg            | 1.360    | 32,91  | 44410       | 44006      |
| Herbignac              | Erbigneg          | 4.353    | 71,43  | 44410       | 44072      |
| La Chapelle-des-Marais | Chapel-ar-Geunioù | 2.955    | 18,05  | 44410       | 44030      |
| Saint-Lyphard          | Sant-Lefer        | 3.178    | 24,63  | 44110       | 44175      |
| Kanton                 | Erbigneg          | 11.846   | 147,02 | -           | 4414       |

## Història
| Data d'elecció                           | Identitat      | Partit | Qualitat |
| ---------------------------------------- | -------------- | ------ | -------- |
| 1992-                                    | Charles Moreau | PS     |          |
| les dades anteriors no són pas conegudes |                |        |          |
|                                          |                |        |          |